# Dečja stomatologija
Dječja stomatologija ili pedodoncija je grana stomatologije koja se bavi prevencijom anomalija i oboljenja vilica, liječenjem zuba kod djece,kao i promovisanjem zdravstvenog vaspitanja. Prema definiciji Svetske zdravstvene organizacije zdravstveno vaspitanje predstavlja aktivan proces učenja i osposobljavanja pojedinca i zajednice da se koriste stečenim znanjima o psihičkom, fizičkom i socijalnom zdravlju.

## Značaj dječje stomatologije
Dječji stomatolog promoviše zdravlje usne duplje djeci, a takođe i služi kao izvor informacija roditeljima. Preporučuje se da prva posjeta stomatologu bude šest mjeseci nakon nicanja prvog zuba ili do prve godine života. Razlog tome je što rani oralni pregledi pomažu u detekciji ranog karijesa. Rana detekcija je esencijalna za održavanje oralnog zdravlja, modifikovanje loših navika, a sam tretman je jednostavniji. Roditeljima se daju upute za preventivne mjere očuvanja (pranje zuba, korišćenje konca, aplikacija fluorida), procjenu karijes rizika, kao i savjete za spriječavanje povrjeda u prijedelu lica i vilica.

## Preventivne mjere u očuvanju oralnog zdravlja kod djece

### Fluorizacija zuba
Fluorizacija zuba je postupak koji uz oralnu higijenu predstavlja važan dio prevencije karijesa kod djece, ali i kod odraslih. Može početi već kod nicanja prvog mliječnog zuba. Sastoji se od kontrolisanog premazivanja površine zuba koncentrovanom pastom koja sadrži fluor. On se ugrađuje u kristalnu strukturu gleđi čineći je čvršćom i otpornijom na demineralizaciju. 

### Zalivanje fisura
Provodi se oko 6. godine dijetetovog života uporedo s rastom prvih stalnih molara. Od izuzetne je važnosti da roditelji na vrijeme primijete prve stalne molare i dovedu dijete svom stomatologu. Zalivanje fisura se provodi s ciljem sprječavanja pojave karijesa na mjestu fisura u koje može zaostajati hrana i plak zbog nedovoljne i neredovne oralne higijene. Sastoji se od zalivanja fisura i jamica na površini zuba kompozitnim materijalima koji nakon polimerizacije očvrsnu. Postupak ne zahtijeva brušenje ni uklanjanje tvrdih zubnih tkiva pa samim tim je prijatna za dijete. Ova metoda vrlo uspješno prevenira karijes u velikom broju slučajeva

## Spoljašnje veze
- "What is a Pediatric Dentist?".
- "Common Pediatric dentistry treatments".
- "Definition Of A Dental Home" Архивирано на веб-сајту  (24. август 2021) (PDF).